# مریاک
مریاک (به صربی: Mrljak) یک منطقهٔ مسکونی در صربستان است که در پروکوپلیه واقع شده‌است. مریاک ۲۶ نفر جمعیت دارد.